# Vermögensuhr

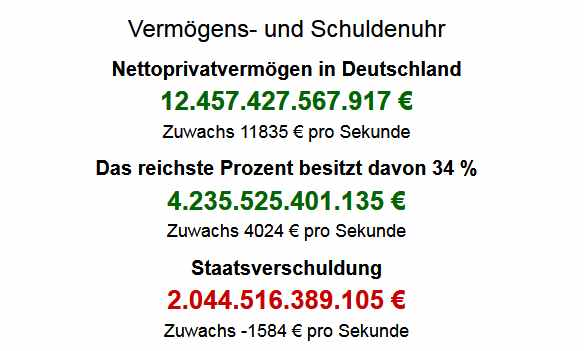
Screenshot einer Vermögensuhr

Eine Vermögensuhr ist ein öffentlicher Zähler, der das aktuelle Gesamtnettoprivatvermögen schätzt und durch sekundenweise Aktualisierung die Dynamik derselben visualisiert. Gab es erst ausschließlich Staatsschuldenuhren, sind Vermögensuhren vordringlich wegen der plakativen Visualisierung der Vermögensverteilung erstellt worden. So zeigt die Vermögensuhr meist auch den (prozentualen) Vermögensanteil des reichsten Prozents der Inhaber an dem Gesamtvermögen.